# باز (تفت)
باز، روستایی در دهستان دهشیر بخش مرکزی شهرستان تفت استان یزد ایران است. این روستا ۸۰ کیلومتر از مرکز یزد فاصله دارد.
طبق آمار این روستا بیشترین سید را در تمام روستا های ایران دارد. این روستا در دوران خلفای راشدین مورد حمله عرب های مسلمان قرار گرفته است. 
محصولات کشاورزی این روستا عمدتاً بادام و گندم می‌باشد. در اطراف و حومهٔ روستا معادن سنگ زیادی وجود دارد. 
در طی هشت سال جنگ تحمیلی ایران و عراق دو شهید از این روستا به مهین تقدیم شده‌است.

## جمعیت
بر پایه سرشماری عمومی نفوس و مسکن در سال ۱۳۹۵ جمعیت این روستا ۱۱۶ نفر (۵۱خانوار) بوده‌است.